# Transport ferroviaire en Pologne
Plan
Le transport ferroviaire en Pologne est constitué d'un réseau ferroviaire à écartement normal (1 435 mm).

## Histoire

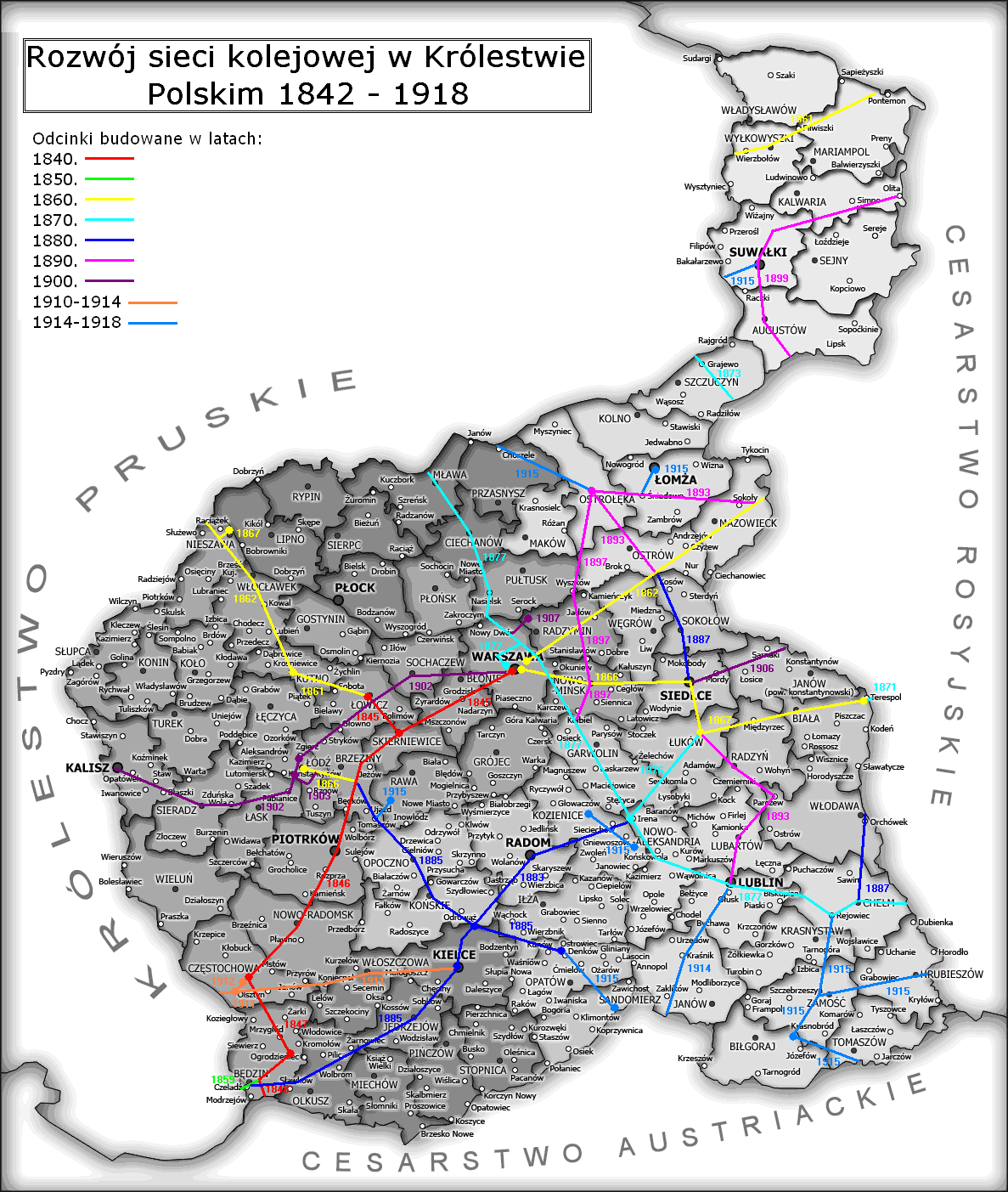
Carte administrative et chemins de fer de la Pologne du Congrès, 1842-1918

Dans le royaume du Congrès, le chemin de fer se développe pendant la période de l'Empire russe. Le réseau polonais constitue une des parties les plus anciennes et les plus denses du réseau ferroviaire russe. En Galicie, il se rattache au réseau de transports austro-hongrois, et dans les provinces de l'ouest, aux chemins de fer d'État de la Prusse. Il joue un rôle important dans l'économie du pays. Gravement endommagé pendant la Première Guerre mondiale, reconstruit sous la Deuxième République, il est encore ravagé pendant la Seconde Guerre mondiale et de nouveau reconstruit pendant la période communiste.

Histoire du transport ferroviaire en Pologne
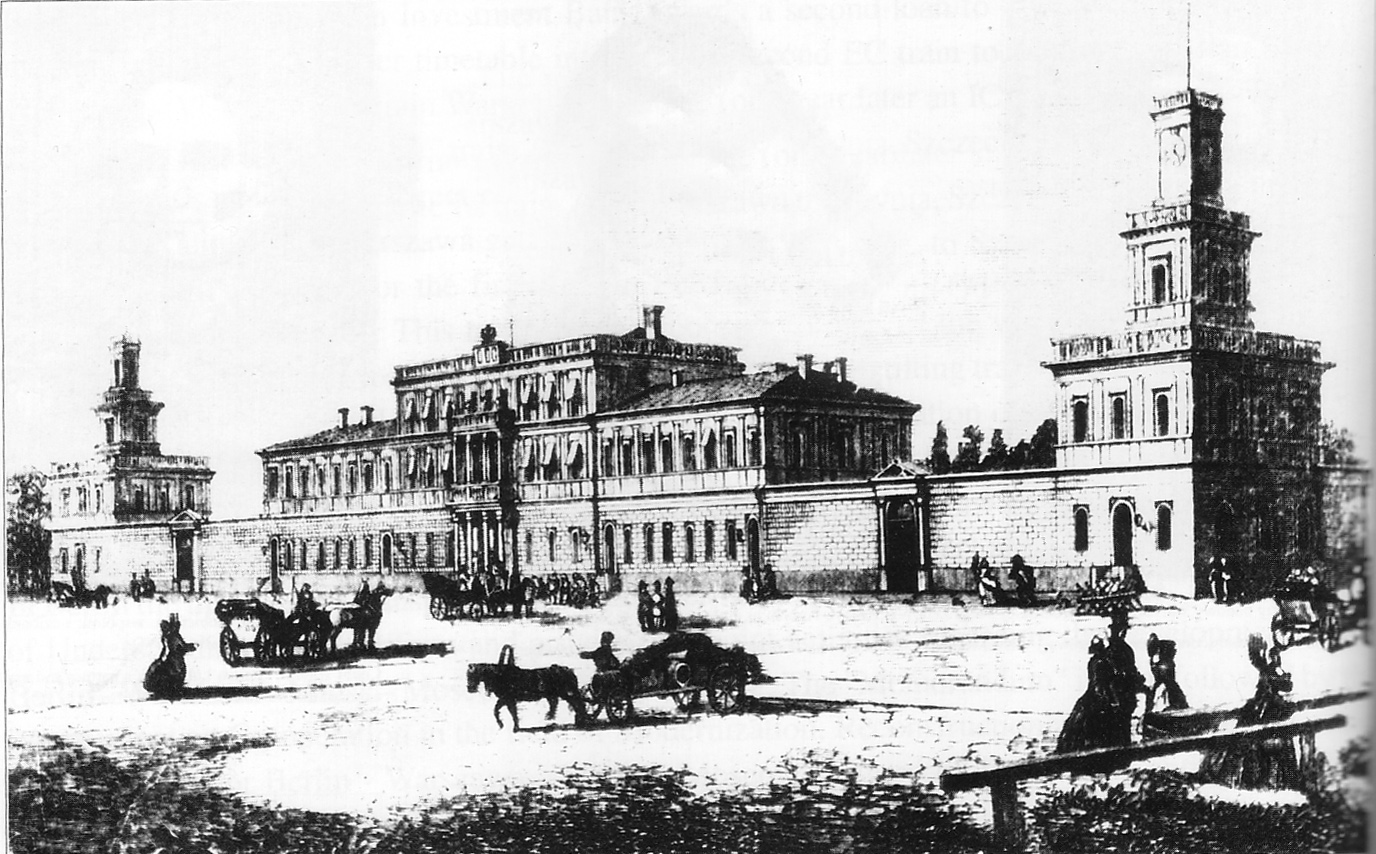
La gare de Vienne, à Varsovie, vers 1850
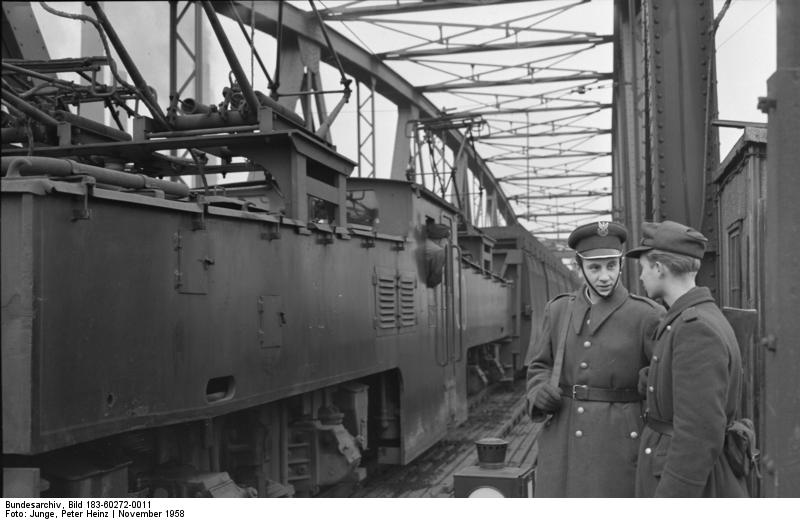
Transport de lignite à Hirschfelde (Zittau) à la frontière germano-polonaise, douaniers polonais (à g.) et allemand (à dr.), 1958
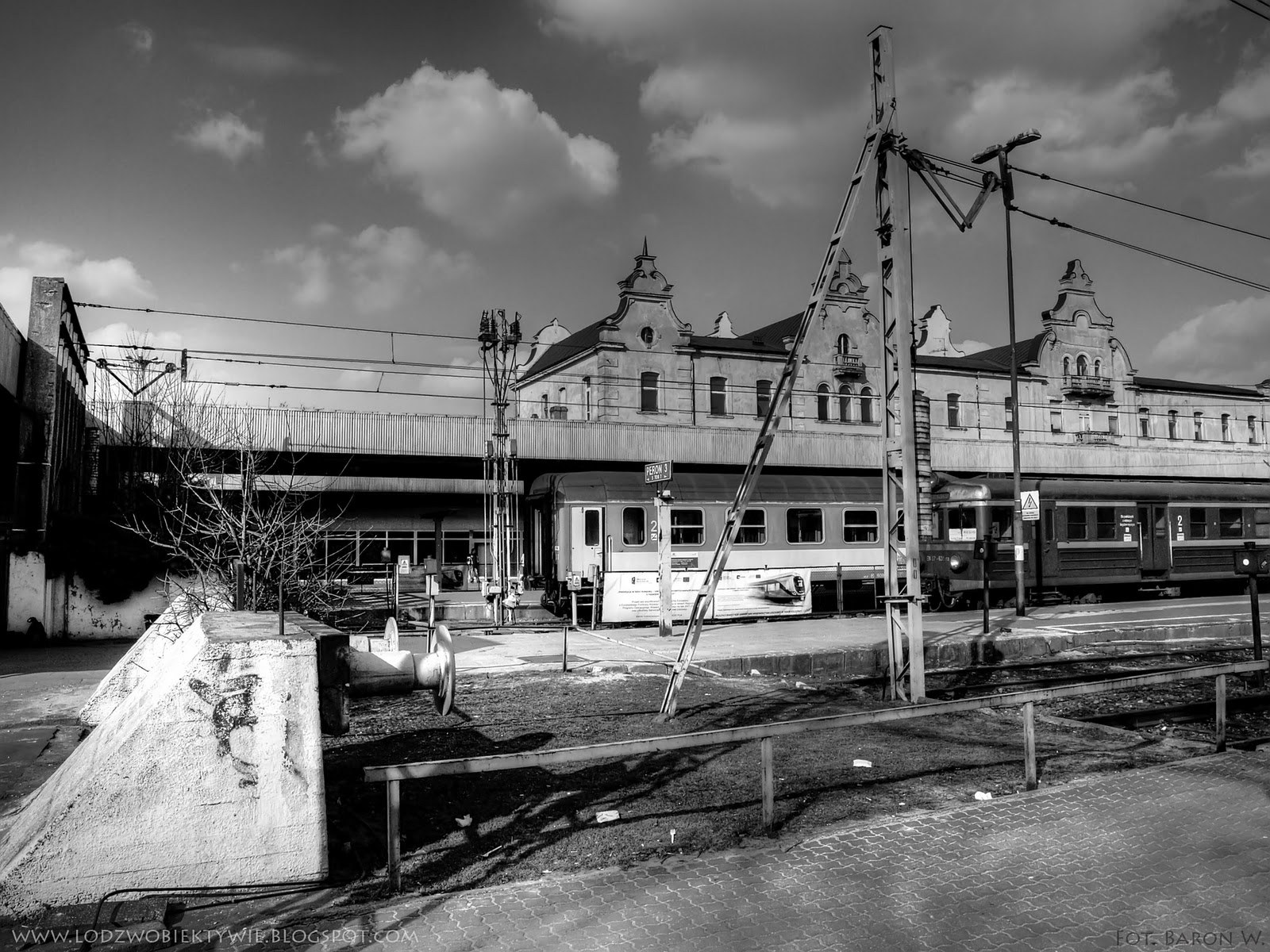
Ancienne gare de Łódź Fabryczna, n.d.
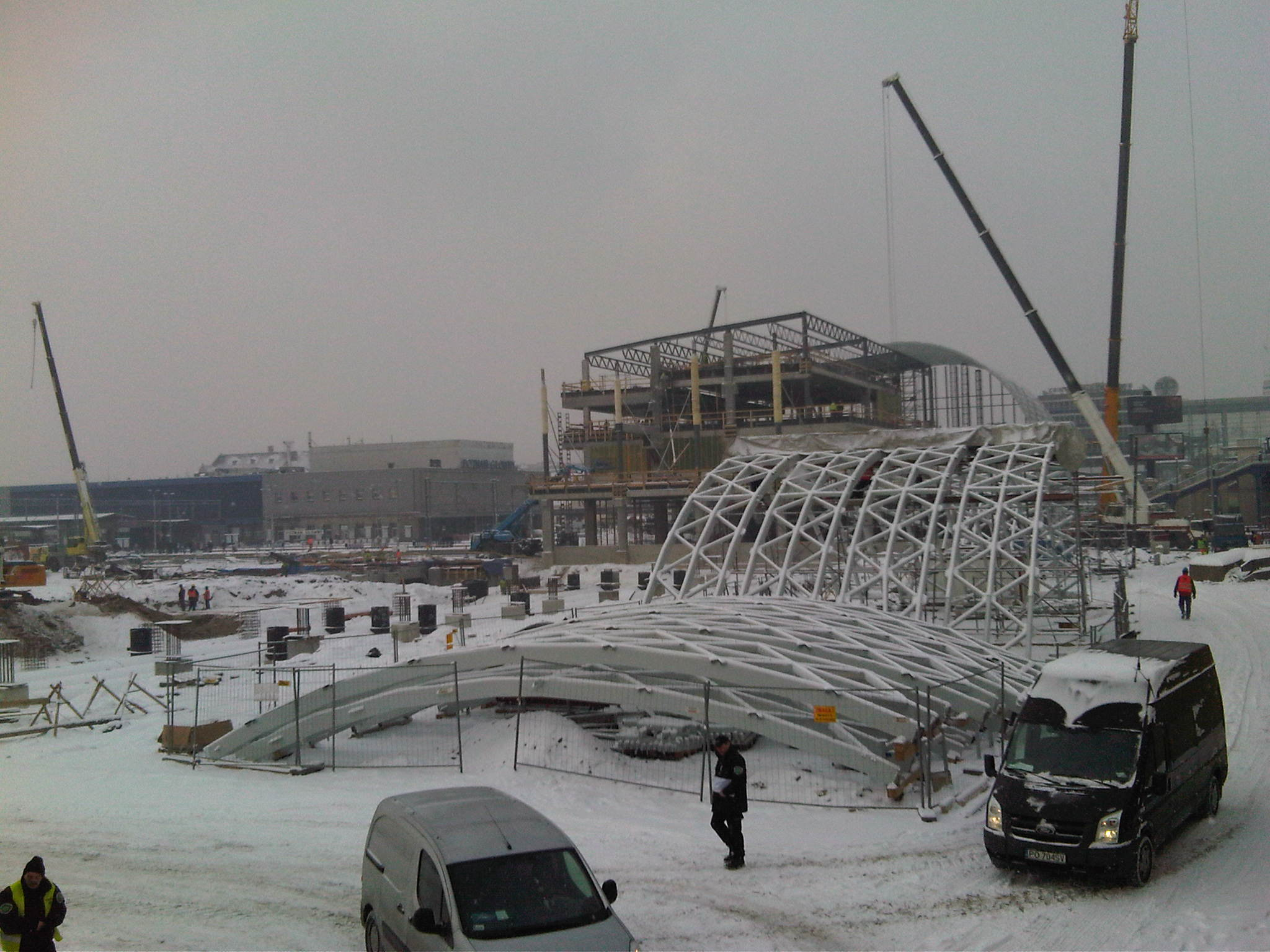
Construction de la nouvelle gare de Poznań Główny, 2012

## Réseau ferré
- Vitesse opérationnelle max 310-320 km/h
- Vitesse opérationnelle max 270-300 km/h
- Vitesse opérationnelle max 240-260 km/h
- Vitesse opérationnelle max 200-230 km/h
- En construction avec vitesse opérationnelle max ≥ 200 km/h
- Vitesse opérationnelle max < 200 km/h

Le réseau polonais a le même écartement que la Slovaquie, la République tchèque, l’Allemagne, ainsi que la Suède par le biais d'un ferry transportant les trains.
Par contre les réseaux ferroviaires de Biélorussie, Lituanie, Russie et Ukraine lui sont frontaliers mais disposent d'un écartement différent, de type russe (1 520 mm).

## Opérateurs

Opérateurs régionaux en Pologne

La société publique est la société anonyme des chemins de fer de l'État polonais, ou Polskie Koleje Państwowe en polonais, abrégée en PKP.
Celle ci assure les liaisons grandes lignes sur l'ensemble du territoire via la filiale PKP Intercity ainsi que le transport de marchandises. Elle dessert aussi les grandes villes de pays voisins comme Berlin.
La compagnie Polregio, détenue par 16 gouvernements régionaux, est une compagnie travaillant aussi dans toute la Pologne. Son activité est principalement le transport régional, mais elle propose aussi des lignes interrégionales où elle est en concurrence avec PKPK Intercity. Elle se caractérise de son concurrent par des tarifs plus attractifs, du matériel roulant moins moderne ou moins rapide et avec plus d’arrêts sur le parcours pour desservir des villes ou villages de plus petite taille.
Enfin la plupart des régions polonaises ont une compagnie régionale effectuant les liaisons autour d'un pôle de population comme SKM Trójmieście pour la Tricité ou bien au niveau de la Voïvodie, avec aussi parfois des liaisons vers les pays voisins comme Koleje Dolnośląskie, en Basse-Silésie, desservant ainsi des villes allemandes comme Dresde et tchèques comme Liberec.